# Obelisk von Aksum

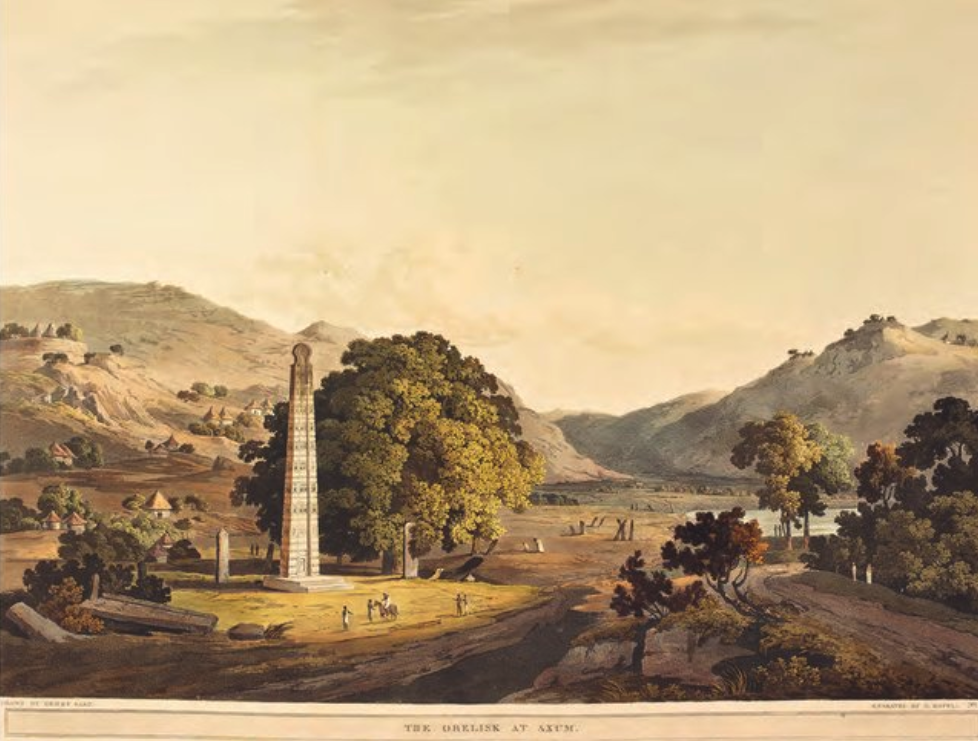
Darstellung Aksum

Die Obelisken von Aksum sind eine Vielzahl an Granitstelen in Aksum, Äthiopien, welche wohl als monumentale Grabsteine gedient haben sollen. Besonders auffallend sind hierbei die sechs Stockwerkstelen.

## Begriffserklärung
Bei den sogenannten Obelisken von Aksum handelt es sich streng genommen nicht um Obelisken, sondern um Stelen. Der Begriff Obelisk wird zwar häufig für die Monolithen in Aksum verwendet, ist aber etwas ungenau.
Ein Obelisk hat einen quadratischen Grundriss und steht auf einer Steinbasis. Zudem weist ein Obelisk flache Seiten auf und findet durch eine pyramidenförmige Spitze den Abschluss. Ein Obelisk verjüngt sich nach oben hin auf allen vier Seiten. Klassische Obelisken sind solche aus Ägypten.
Eine Stele hingegen hat einen rechteckigen Grundriss. Man könnte sie vereinfacht auch als monumentale Steinplatten bezeichnen. Stelen verjüngen sich nicht auf allen vier Seiten und es sind unterschiedliche Spitzenformen üblich. Bei den Stockwerkstelen von Aksum z. B. sind abgerundete Abschlüsse mit Einkerbungen für Plaketten vorzufinden. Stelen stehen häufig im Zusammenhang mit Grabbauten und dienen als Grabmäler. Dies ist bei Obelisken nicht der Fall.

## Das Königreich Aksum

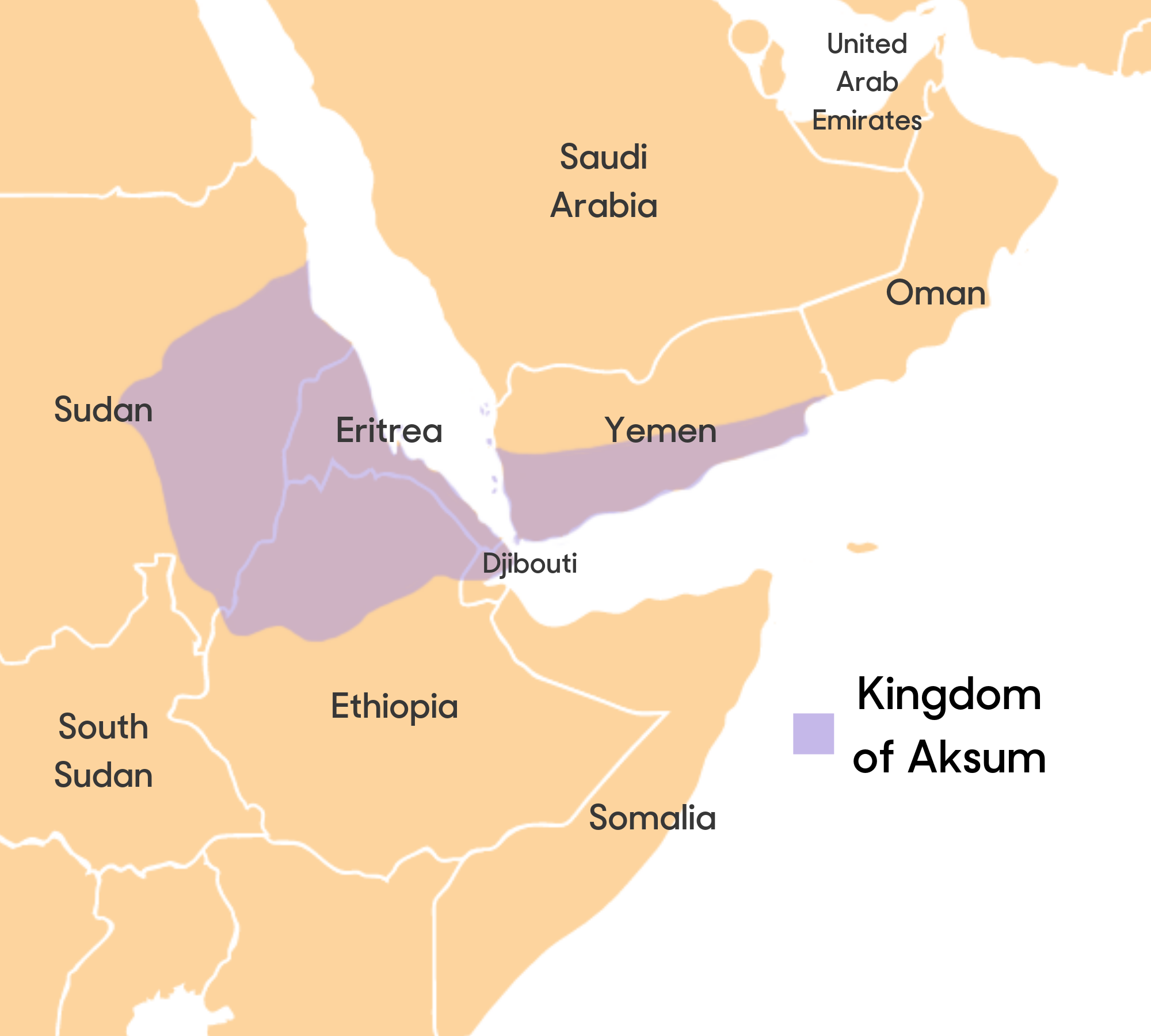
Ausweitung des Königreichs Aksum

Das Königreich Aksum war ein spätantikes Königreich im Nordosten Afrikas, welches sich von 100 v. Chr. bis 900 n. Chr. datieren lässt. Der Einfluss des Königreichs, einer veritablen Handelsmacht, reichte von Ägypten bis Altsüdarabien. Aksum hatte eine eigene Schrift- und Münzkultur und sein Herrscherhaus konvertierte bereits im 4. Jh. zum Christentum. Die Besonderheit liegt hierbei einerseits in der sehr frühen Aufnahme des Christentums und andererseits darin, dass der Wandel nicht vom Volk ausging, sondern vom damaligen König Ezena.
Die Hauptstadt des Königreichs befindet sich im Norden des heutigen Äthiopien auf einem Hochplateau in der Region Tigray. Die Stadt ist von einem Bergkranz umgeben und durch diesen geschützt. Genauer verorten lässt sich die Stadt zwischen den Bergen Beta Giyorgis und May Qoho.
In der Stadt befinden sich insgesamt fünf Stelenfelder, das westliche Gudit-Stelenfeld, die Nekropole auf dem Bett Giyorgis, die Süd-Nekropole am Grab des Baden, das nördliche Stelenfeld und das Hauptstelenfeld. Die Stockwerkstelen befinden sich auf dem Hauptstelenfeld.

## Die Deutsche Aksum Expedition (DAE)

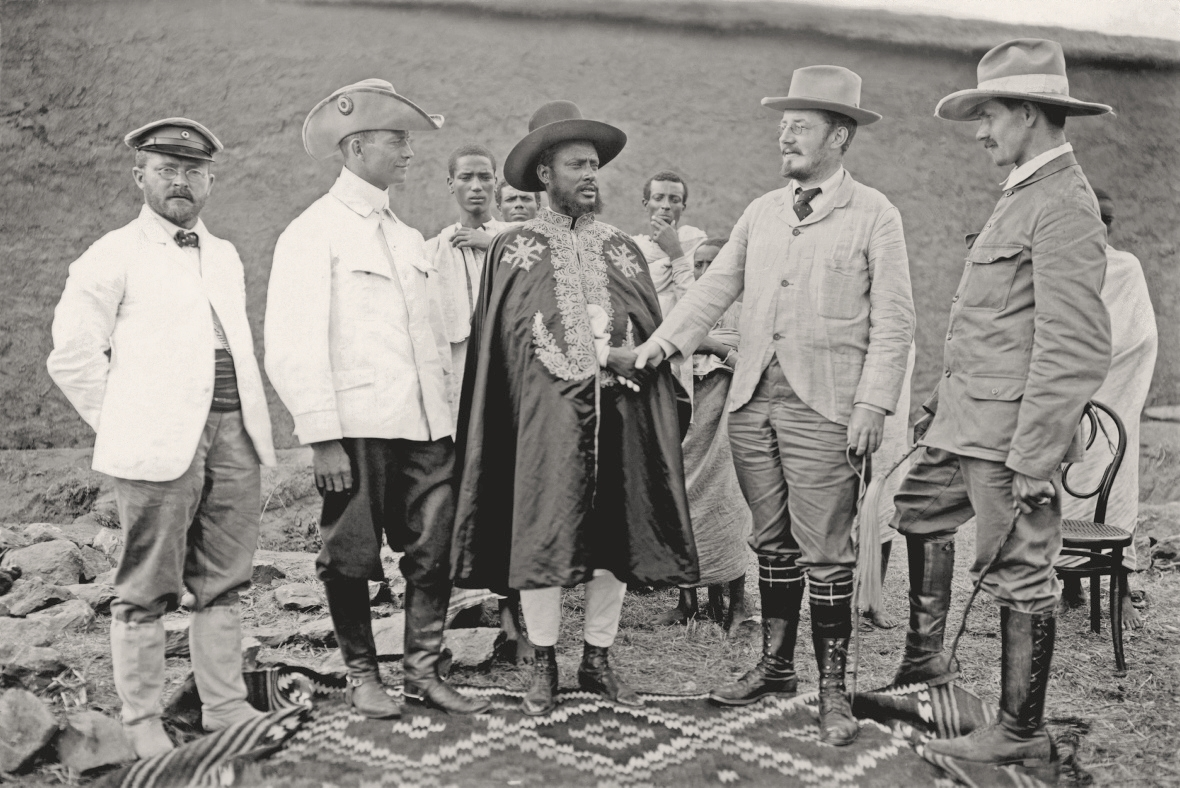
Daniel Krencker (1. v. R), Enno Littmann (2. v. R) mit weiteren Teilnehmern der DAE und Gouverneur Gabre Selassie in Aksum, Februar 1906

Anfang 1906 wurden in Aksum Untersuchungen und Forschungen angestellt. Geleitet wurde diese Expedition von dem Orientalisten Enno Littmann. Daniel Krencker führte einen Großteil der Ausgrabungen aus und fertigte die Bauzeichnungen an. Die Expedition lieferte bedeutende Erkenntnisse und legte den Grundstein für weitere internationale archäologische Missionen in Aksum.
Die DAE nahm insgesamt 78 Stelen auf und nummerierte diese. Die Stelen 1–6 sind die größten und bemerkenswertesten Stelen in Aksum. Später wurden weitere Stelenfelder und Stelen entdeckt, aufgenommen und nach demselben System durchnummeriert.

## Stelen

### Die Stockwerkstelen

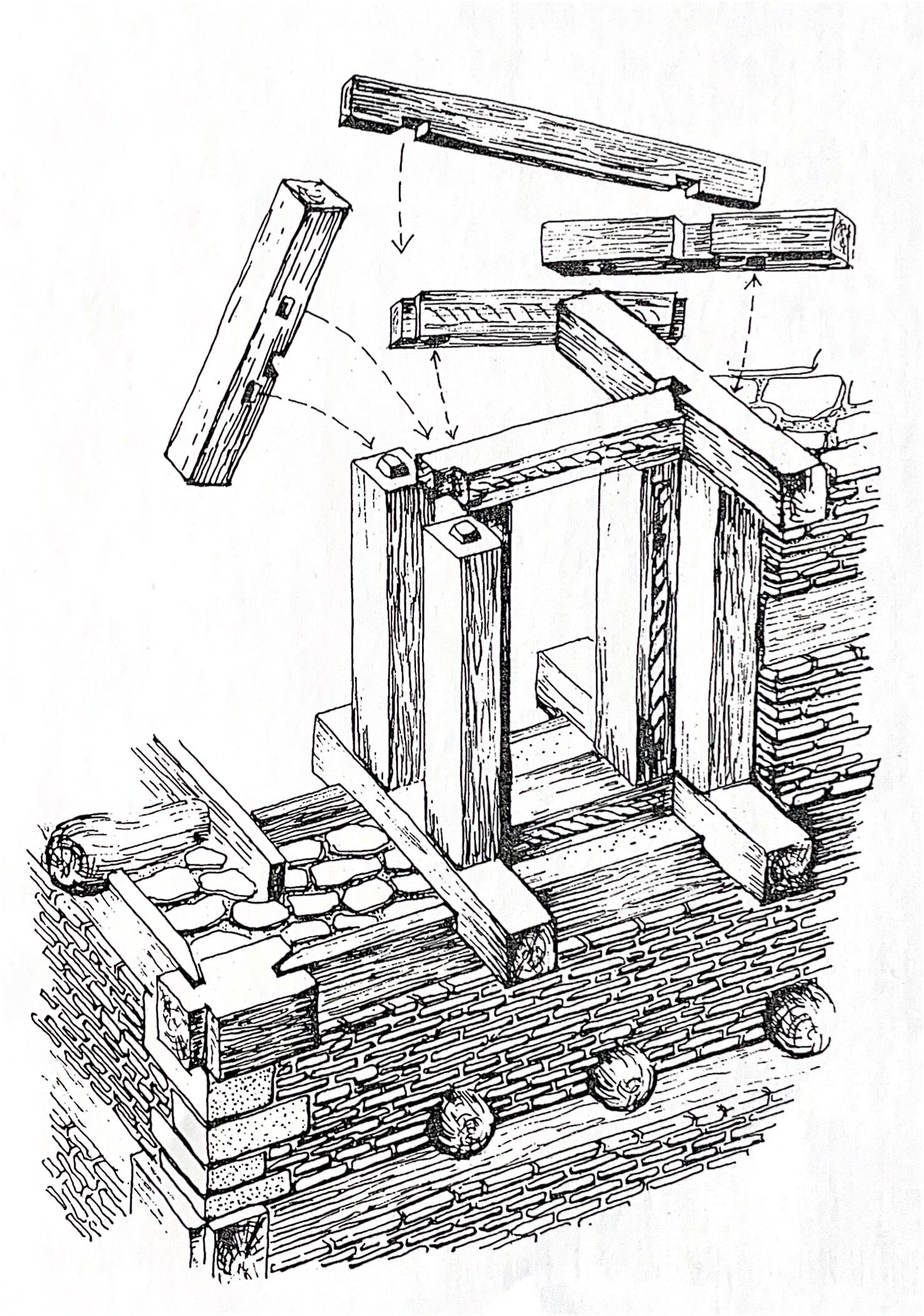
Altäthiopische Holzbauweise

Am imposantesten sind die sogenannten Stockwerkstelen auf dem Hauptstelenfeld. Die aus Granit geschlagenen Monolithen imitieren die „altäthiopische Holzbauweise“ und sollen Paläste oder Häuser darstellen. Stockwerke und Querriegel, die aus dem Mauerwerk hervorragen, gliedern die Fassade der Stelen. Die hervorragenden Querriegel werden auch „Affenköpfe“ genannt. Scheinfenster und Scheintüren mit Türgriffen sind auch in die Monolithen geschlagen. Mit einem erstaunlichen Detailgrad fungieren die Stelen als monumentale Grabsteine und markieren die Hypogäen der Stadt.

#### Stele 1 – Die Riesenstele

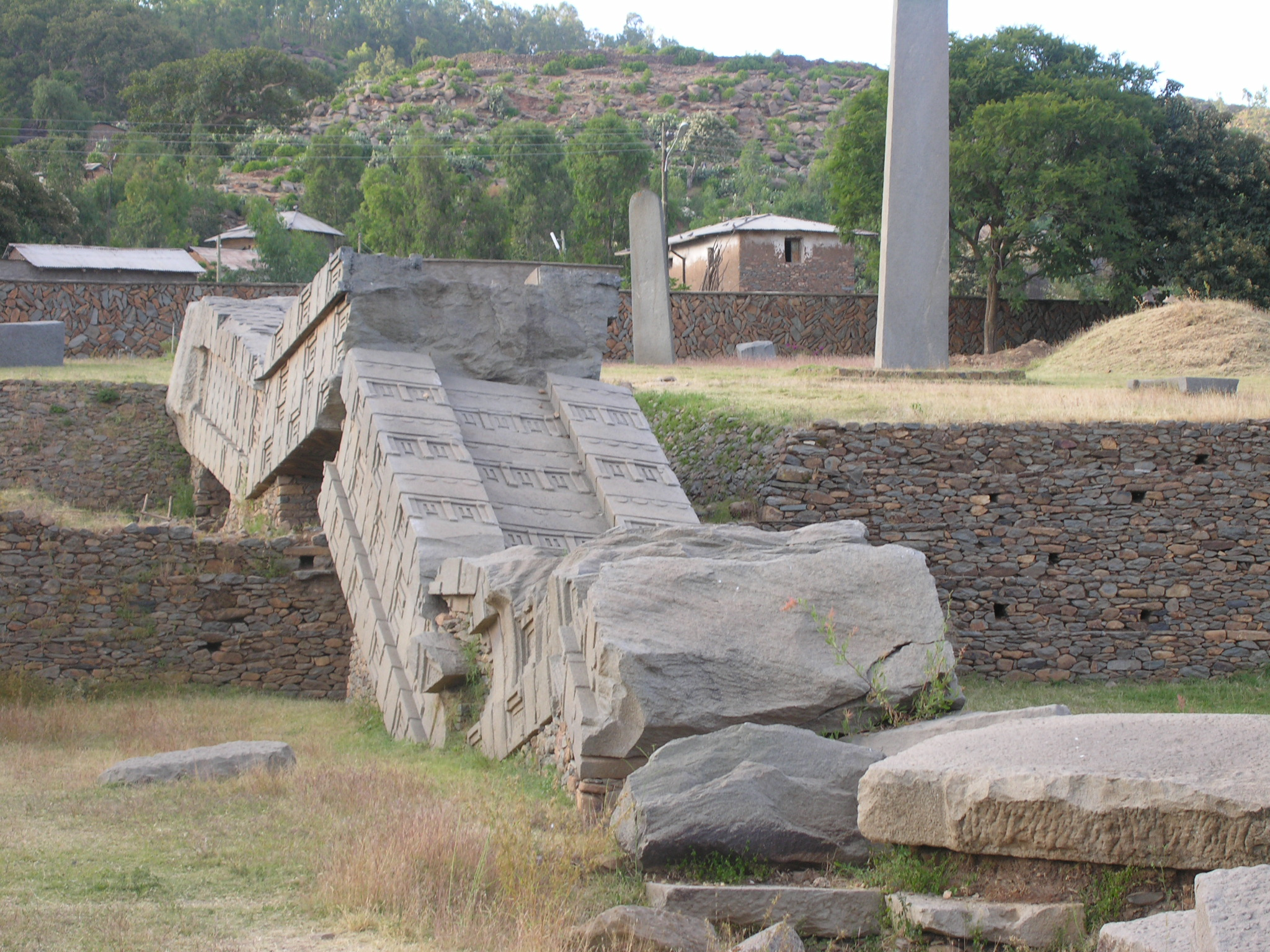
Stele 1 – Die Riesenstele, umgestürzt

Die Riesenstele ist, wie ihr Name schon sagt, die größte Stele in Aksum. Sie hat eine beachtliche Länge von 33,3 m und ein Gewicht von ca. 520 Tonnen. Zudem ist sie auf allen vier Seiten mit einem bemerkenswerten Detailgrad verziert und weist insgesamt dreizehn Stockwerke auf. Mit einem Fundament, welches nur etwa ein Zwölftel der Gesamtlänge der Stele in die Tiefe reicht, ist die Stele bereits beim Versuch, sie aufzustellen, auf die Grabanlage „Näfas Mäwča“ gestürzt. Dabei ist sie in sechs Teile zerbrochen und hat die Grabanlage zerstört. Auch der Abschluss der Stele ist dabei kaputt gegangen. Es wurde allerdings ein kleiner Teil der Rundung des Abschlusses gefunden, womit man den oberen Durchmesser und somit die Höhe der Stele errechnen konnte. Nach dem Sturz der Stele wurde nachträglich der Türgriff der vorderen, sich nun auf der Oberseite befindlichen Scheintür abgeschlagen. Abgesehen davon sind beide Türen identisch. Betrachtet man den Querschnitt der Stele, erkennt man, dass dieser nicht rechteckig ist, sondern auf den langen Seiten nischenartig ausgespart ist.

#### Stele 2 – Die zweitgrößte Stele
Die zweitgrößte oder italienische Stele ist vermutlich die zweitjüngste Stele in Aksum. Sie ist 24,6 Meter lang, wiegt ca. 170 Tonnen und hat insgesamt elf Stockwerke. Auch diese Stele ist gestürzt und dabei in fünf Teile zerbrochen. Vermutlich wurde der Monolith sogar mit Absicht untergraben und somit zu Fall gebracht. Der Monolith ist auf allen vier Seiten verziert und auch hier hat der Querschnitt Nischen. Die Wandabschnitte, welche die Stele gliedern, sind schmaler als üblich. Somit sind die Scheintüren vier Wandabschnitte hoch. Außerdem sind zwischen den Scheinfenstern zwei Reihen von Affenköpfen angeordnet anstatt nur einer Reihe. Die Türstürze der Scheintüren sind bei dieser Stele mit Zahnreihen dekoriert und beide Türen sind, wie Stele 1 auch, mit einem runden Türgriff ausgestattet.

##### Die Reise nach Rom und zurück
Stele 2 wird wie erwähnt auch als italienische Stele bezeichnet. Nach der Niederlage im Abessinienkrieg gegen Italien wurde die Stele 2 auf Befehl von Benito Mussolini 1937 als Siegestrophäe mitgenommen. Die damals schon in fünf Teile zerbrochene Stele konnte in ihren Einzelteilen relativ einfach nach Massawa in Eritrea transportiert werden, um von dort per Schiff nach Neapel gebracht zu werden. Von Neapel aus erreichte die Stele ihr Ziel in Rom. Die Stele wurde dort mithilfe von Metallstäben, die in die Stele gelegt wurden, befestigt und aufgestellt. Außerdem wurde in die Stele „Jahr XVI der faschistischen Ära“ eingraviert. Die Lage der Stele wurde provokant gewählt, und zwar am Ende des Circus Maximus zwischen Palatin und Aventin. Die Stele befand sich dort vor dem von Mussolini so genannten „Afrika-Ministerium“. Heute ist dort die Welternährungsorganisation FAO untergebracht. Die Einweihung des Monuments fand zum 15. Jahrestag von Mussolini Marsch auf Rom statt.
Die Stele wurde im Zweiten Weltkrieg in Rom durch zwei deutsche 88-mm-Geschosse getroffen und dabei leicht beschädigt.

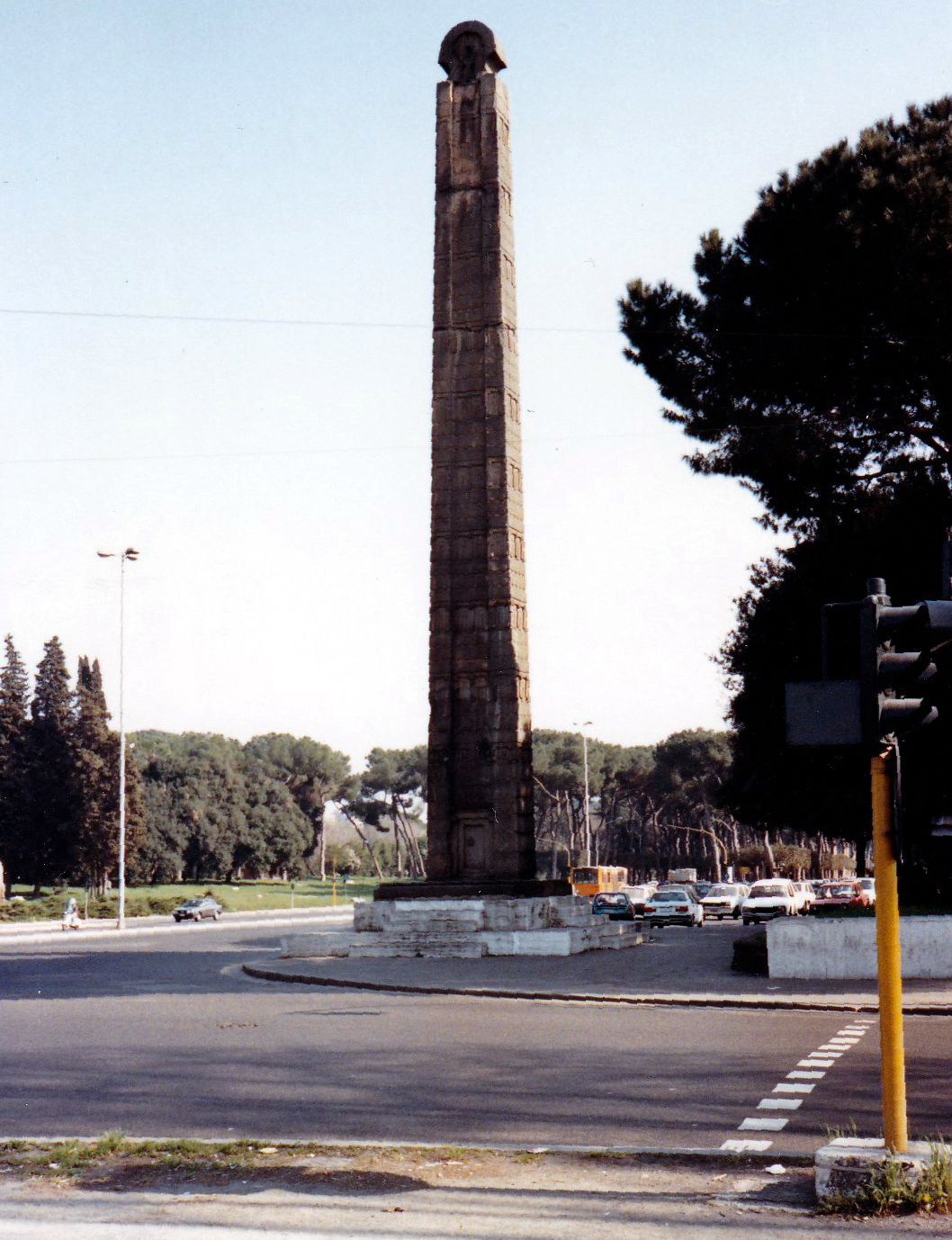
Stele 2 – Die zweitgrößte Stele, in Rom (1990)

1947 wurde ein Abkommen zwischen Italien und Äthiopien unterschrieben, welches festlegte, dass Italien die Stele innerhalb von achtzehn Monaten zurückbringen sollte. Bürokratische Hindernisse verzögerten die Rückgabe mehrfach. 1956 wurde das Abkommen erneuert, jedoch wieder ohne dass irgendwelche Handlungen folgten. 1970 stattete der damalige Kaiser Äthiopiens Haile Selassie Rom einen Besuch ab, bei dem ihm versichert wurde, dass die Stele bald zurückgebracht werden würde. Wieder passierte nichts. 1996 wiederholte sich das Versprechen, dieses Mal jedoch mit der Aussage, die Stele würde innerhalb von zwei Monaten nach Äthiopien gebracht werden. Darauf folgten Aussagen, die begründen wollten, wieso sich der Monolith nicht transportieren ließe. Der plötzliche Temperaturwandel würde der Stele nicht guttun oder es gäbe kein Flugzeug, welches die Teile transportieren könne.
1998 wurde der Obelisk untersucht und restauriert. Als 1998 der Krieg zwischen Äthiopien und Eritrea ausbrach, verzögerte sich der Transport wieder. Der Obelisk wurde nach Ende des Krieges weiterhin nicht bewegt.
2002 schlug während eines Sturms ein Blitz in die mit Stahlstäben versehene Stele und beschädigte den oberen Abschluss schwer. Das ICCROM, eine Organisation für Denkmalpflege und Restauration, führte daraufhin eine erneute Restaurierung durch. Inzwischen wurde von einigen sogar argumentiert, die Stele sei ein Teil von Rom und ein Symbol dieser Stadt geworden.
Silvio Berlusconi unterzeichnete nach der Beschädigung der Stele die Anordnung zur Rückgabe der Stele. 2003 wurde der Monolith nun endlich abgebaut. Per Schiff konnten die Teile aufgrund eines Monsuns nicht transportiert werden. Diese wurden daraufhin in drei Kisten in einem Militärflughafen gelagert, bis sich ein geeignetes Flugzeug finden ließ. Die einzigen geeigneten Maschinen waren allerdings zu der Zeit im Krieg im Irak im Einsatz. Im April 2005 konnte ein Flugzeug des ukrainischen Typs Antonov endlich für den Transport genutzt werden. Die Teile wurden nach und nach zu einem eigens für diesen Transport gebauten Flughafen in Aksum gebracht.
Nun blieb die Frage, ob man die Teile so platzieren sollte, wie sie ursprünglich auf dem Stelenfeld lagen, oder ob man die Stele ähnlich wie in Rom aufstellen sollte. Diese Entscheidung zögerte sich über drei Jahre hinaus. Trotz mehrfach vorgebrachter Bedenken wurde der Monolith letztendlich aufgestellt. Ohne ein geeignetes Fundament und Bodengutachten wurde am 31. Juli 2008 der letzte Block der Stele platziert. Aufgrund der nicht durchgeplanten Entscheidung sind bis heute Zugseile nötig, die die Stele vom Fallen abhalten. Am 5. September fand die Geschichte der Reise nach Rom und zurück mit einer Einweihungsfeier endlich ein Ende.

#### Stele 3 – Die Aufrechte Stele

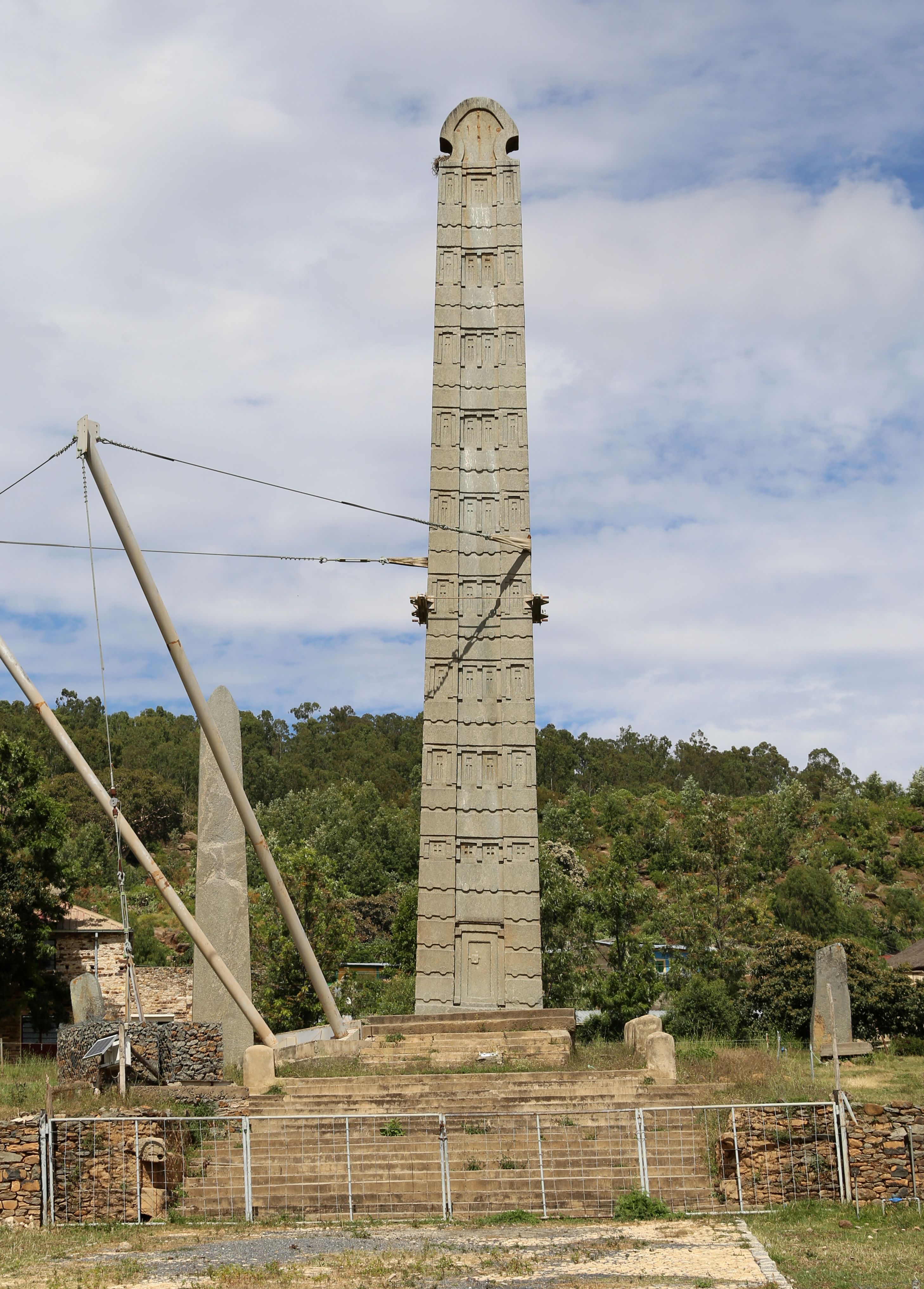
Stele 3 – Die aufrechte Stele (2018)

Die aufrechte Stele ist die einzige nicht umgestürzte der Stockwerkstelen. Sie steht in einer Linie mit der ursprünglichen Position der Stelen 1 und 2 und bildete vermutlich mit den anderen Stelen eine Schaufront für die Stadt. Mit zehn Stockwerken und einer Höhe von 20,6 Metern ist diese Stele die drittgrößte Stele in Aksum. Die Gesamtlänge des Steines lässt sich nur annähernd bestimmen, da man die Fundamentierung nicht untersuchen konnte, ohne die Standsicherheit der Stele zu gefährden. Man geht von einem 3 Meter langem Sockel aus, womit die Gesamtlänge 23,6 Meter und das geschätzte Gewicht 160 Tonnen betragen würde. Wie bei Stele 1 und 2 ist der Querschnitt nischenartig ausgespart. Diese Stele ist allerdings nur auf drei Seiten vollständig verziert. Die Rückseite der Stele weist nur eine Verzierung am oberen Abschluss auf. Die somit einzige Scheintür der Stele ist nicht nur mit einem Türring, sondern auch mit einem Schloss versehen. Wie bei Stele 2 gibt es hier am Türsturz eine Zahnreihe. Auch die Basisplatte der Stele ist verziert worden. Es lassen sich Rankenmuster am Rand der Platte und Opfermulden erkennen. Weitere Besonderheit der Stele ist, dass der obere Abschluss direkt auf eine Fensterreihe folgt. Bei anderen Stelen folgen nach der letzten Fensterreihe noch zwei Wandabschnitte und daraufhin der Abschluss. Dadurch, dass die Stele nach oben hin immer schmaler wird, ist außerdem in der obersten Fensterreihe in der Mitte nur noch ein Scheinfenster, anstatt wie am Rest der Stele zwei Fenster angeordnet.

#### Stele 4 – Die Stele vorƎndä Iyäsus
Die vierte Stele liegt gefallen vor der Rundkirche Ǝndä Iyäsus. Sie hat sechs Stockwerke und wird auf ein Gewicht von ca. 56 Tonnen geschätzt. Die Stele wurde 1906 von der Deutsche Aksum Expedition falsch rekonstruiert. Sie wurde mit einer Länge von 19 Metern angegeben, da ein zusätzliches oberes Teilstück nachgebildet wurde. Die Expedition erkannte allerdings nicht, dass das gleichzeitig fälschlich als Lanzenstele definierte Objekt einen Teil der vierten Stele in Aksum bildete. Die „Lanzenstele“ befindet sich im Ezana Park. Mit dem Abschluss der Lanzenstele ließ sich die Stele richtig rekonstruieren. Sie hat somit eine Länge von 18,2 Metern und ist auf der Vorderseite des Abschlusses mit zwei Lanzen verziert und auf der Rückseite mit einem Schild. Der Abschluss der Stele unterscheidet sich auch darin von den anderen, dass es zwei seitliche Einbuchtungen gibt und zwei Plaketten vorgesehen waren. Der Querschnitt der Stele ist, anders als bei den ersten drei Stelen, rechteckig. Es gibt hier keine Seitenpfeiler bzw. keine Nischenaussparung. Somit blieb neben der Tür auch kein Platz für Affenköpfe. Die Basisplatte der Stele ist insofern besonders, als sie mit ihrem hohen Detailgrad verziert ist. Sie besteht aus zwei Teilen, einem mittig erhöhten quadratischen Stein, der eine Opfermulde und eine Art Abflussrinne für das Blut der Opfer hat, und einer unteren Steinplatte mit drei Opfermulden und sich am Rand befindlichen kleineren, runden Vertiefungen. Über die Rinne der oberen Steinplatte floss das Blut vermutlich auf die untere Basisplatte.

#### Stele 5 – Die Stele am Bache

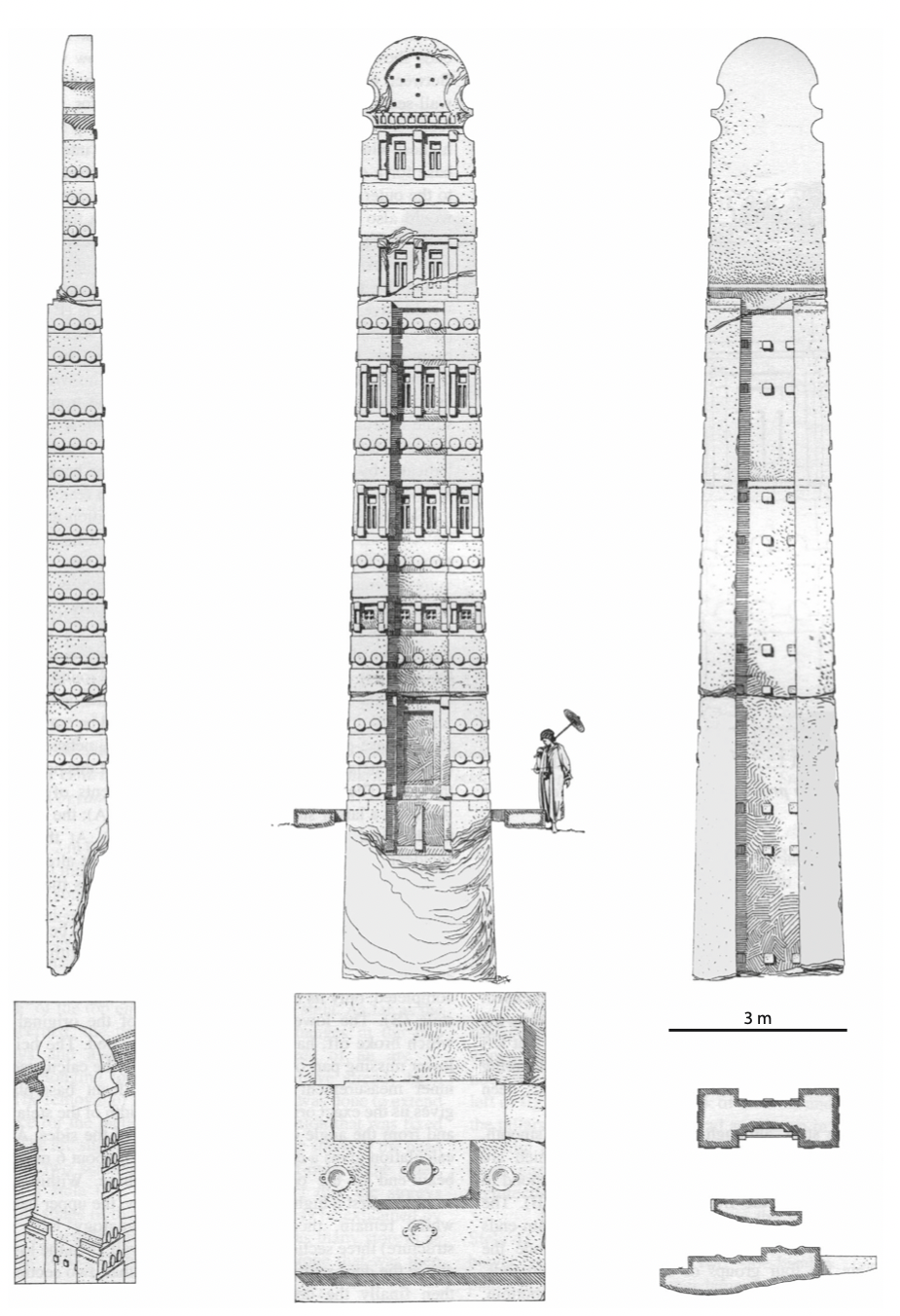
Rekonstruktion der Stele 5 – Daniel Krencker

Die „Stele am Bache“ liegt in einem Bach zwischen dem Bett Giyorgis und dem May Qoho. Sie liegt dort mit ihrem oberen Abschluss im Wasser und ist in drei Teile zerbrochen. Wo die Stele ursprünglich einmal stand, ist unklar. Durch Erosion hat sich der Standort der Stelen über die Zeit verändert. Die Basisplatte liegt auch nicht mehr an ihrem ursprünglichen Ort. Die Stele hat sechs Stockwerke, eine Länge von 15,8 Metern und wiegt ca. 75 Tonnen.
Die Details der Stele sind sehr unterschiedlich und inkonsequent ausgearbeitet. Man erkennt hierbei viele Anzeichen für eine ungeplante Umarbeitung der Stele. Betrachtet man den Querschnitt der Stele, erkennt man eine Art Mischung aus einem rechteckigen Grundriss und dem der ersten drei Stelen mit Nischen. Die unteren zwei Drittel weisen Nischen auf und oberhalb davon ist es ein rechteckiger Querschnitt. Vermutlich ist beim Bearbeiten der Stele ein Teil der Risaliten abgebrochen. Weitere Hinweise auf Umarbeitungen sind z. B. die Anzahl der Affenköpfe kurz vor dem Abschluss, denn hier sieht man nur drei Affenköpfe. Es könnte also beim Umarbeiten ein Affenkopf abgebrochen sein, woraufhin aus Symmetriegründen die Anzahl verringert wurde. Die vermutlich eindeutigste ungewollte Änderung der Stele erkennt man am Sockel. Dort sieht man das obere Ende eines Querbalkens der Scheinfenster, also an einer Stelle, welche man im aufgestellten Zustand gar nicht sehen würde. Außerdem sind die Affenköpfe auf der Rückseite auf einer anderen Höhe als die auf der Vorderseite. Es war wahrscheinlich ein deutlich größerer Monolith geplant als der, der letztendlich gefertigt und aufgestellt wurde.

#### Stele 6 – Die nördlichste Stele
Diese Stele befindet sich etwas versteckt neben einem Haus liegend. Sie ist mit vier Stockwerken und einer Länge von 15,3 Metern die kleinste der Stockwerkstelen und wiegt etwa 43 Tonnen. Die Stele liegt in zwei Teilen auf der hinteren Basisplatte. Die vordere Basisplatte wurde erst 1974, also lange nach der Deutschen Aksum Expedition gefunden. Die Rückseite der Stele ist wie bei der aufrechten Stele unbearbeitet und der Querschnitt ist rechteckig. Es fällt auf, dass bei dieser Stele die Anzahl der Wandabschnitte zwischen den Scheinfenstern variiert. Über der Scheintür sind es zwei Abschnitte, danach vier Segmente und danach jeweils nach den Fenstern zwei. Darauf kommt der Abschluss mit zwei Einkerbungen für Plaketten. Der Sockel der Stele ist etwas breiter als die Stele selbst.

### Stele 7

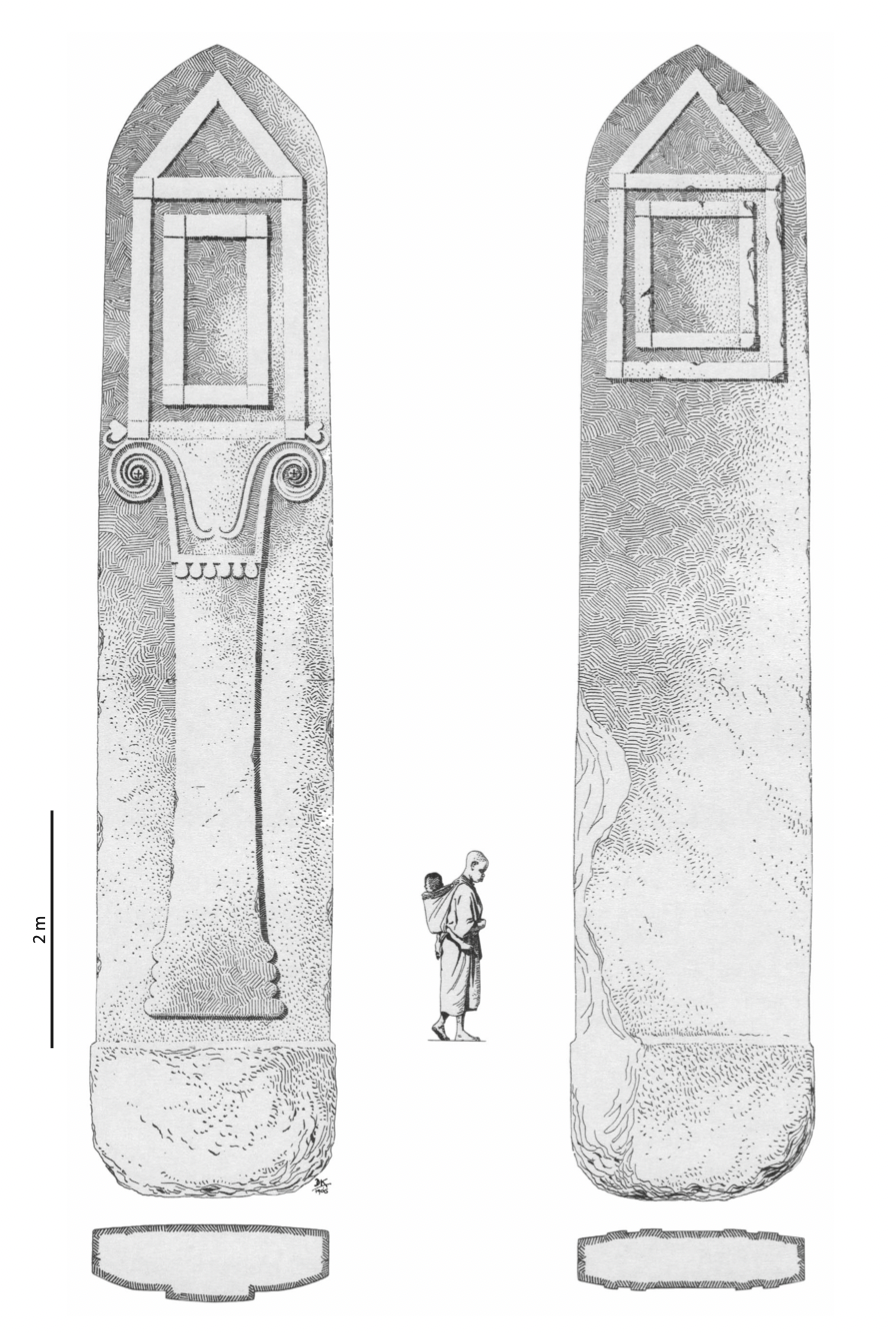
Rekonstruktion von Stele 7 – Daniel Krencker

Diese Stele ist zwar keine Stockwerkstele, dennoch ist sie bemerkenswert in ihrer Verzierung. Nicht weit von der sechsten Stele, fast an der Grenze zum nördlichen Stelenfeld, liegt die Stele über der Stele 36. Der Monolith ist 9,78 Meter lang und hat einen leicht konvexen Querschnitt, der in einem Spitzbogen endet. Der Sockel ist breiter als der Rest der Stele und die Verzierung ist noch sehr gut erhalten. Die Verzierung der Stele fällt insofern auf, als sie die einzige Stele mit solchen Darstellungen in ganz Aksum ist. Auf der Vorderseite erkennt man eine Säule mit Volutenkapitell und Basis. Auf dem Kapitell der abgebildeten Säule befindet sich ein vereinfacht dargestelltes Haus mit Dach und Tür. Auch auf der Rückseite ist ein etwas kleineres Haus zu sehen. Was diese Symbole bedeuten und aus welcher Zeit sie stammen, ist bis heute unbekannt.

## Symbolische Bedeutung

### Bedeutung vor dem Christentum
Die Stelen von Aksum dienen als eine Art monumentale Grabsteine. Die Deutsche Aksum Expedition war sich 1906 noch nicht über die genaue Bedeutung der Stockwerkstelen bewusst. So berichtete Krencker: „Während bei den kleinen Stelengräbern über die Art der Bestattung und den Ort der Leiche kein Zweifel herrscht, ist bei den kleinen monumentalsten die Frage ungelöst, ob sie vielleicht nur Gedenksteine für Tote waren, die anderweitig in Grabkammern geborgen wurden.“ 1974 wurde das Mausoleum und ein weiteres Grab bei den ersten drei Stockwerkstelen entdeckt, womit die Bedeutung der Stockwerkstelen etwas klarer wurde. Es handelt sich bei den Gräbern um Mehrkammer-Gräber, aus denen auch mehrere Sarkophage geborgen wurden. Die Stelen könnten also ganzen Clans gewidmet sein worden, anstatt einer Person. Unklar ist jedoch die Wichtigkeit der Begrabenen. Die Größe und der Aufwand der Monumente lässt vermuten, dass die Gräber für Könige oder Anführer waren, endgültig bestätigen lässt sich dies jedoch nicht, da es an den Stelen keine einzige Inschrift gibt.

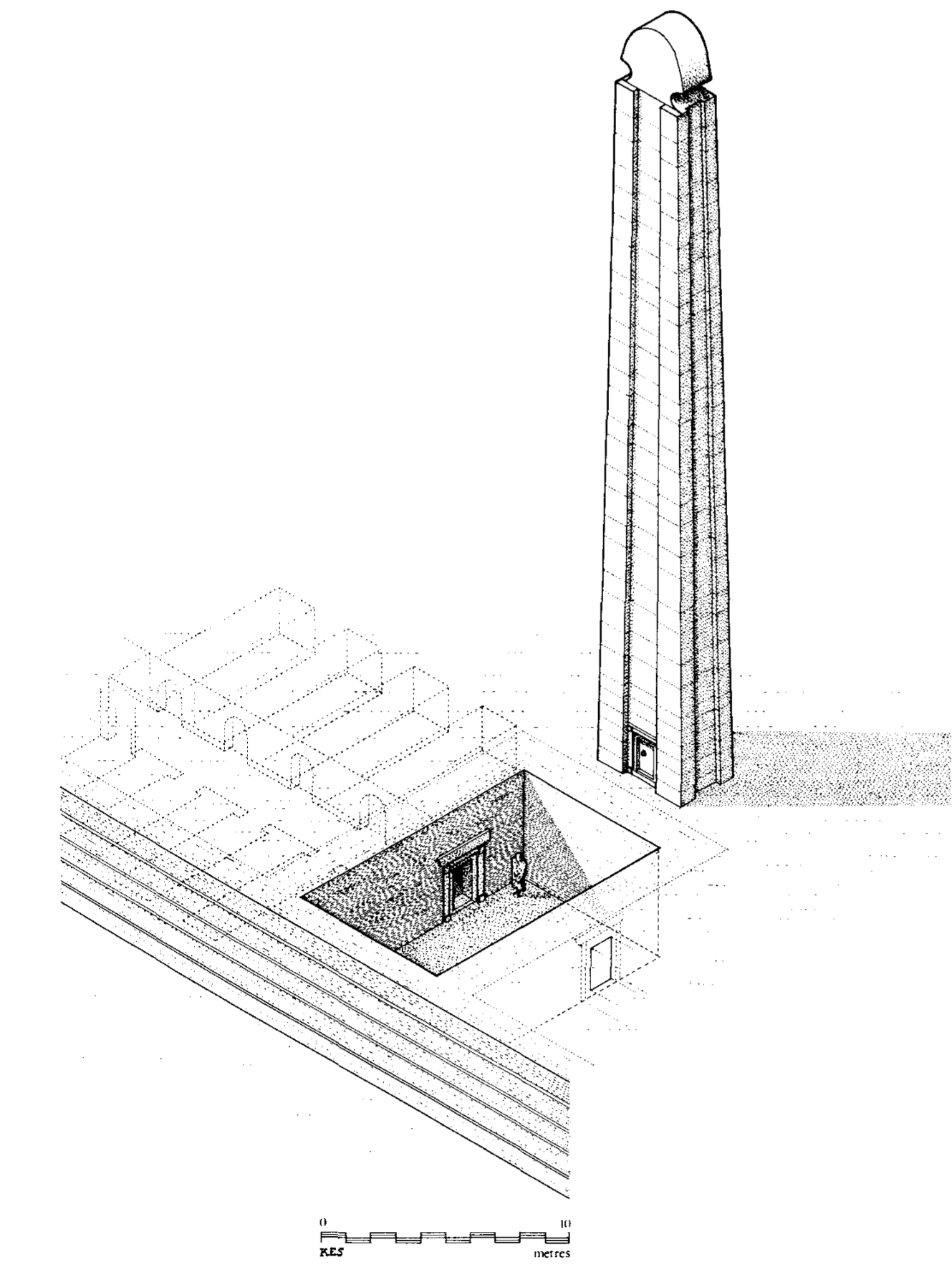
Stele 1, Mausoleum und die „East Tomb“ – David Phillipson

Über den Totenkult und den Glauben des aksumitischen Reiches vorchristlicher Zeit ist leider wenig bekannt. Die Imitation oder Darstellung von Palästen oder von Häusern bei den Stockwerkstelen lässt darauf schließen, dass es sich bei den großen Stelen um „Häuser der Ewigkeit“ für die Toten handelt. Die Scheintüren der Stelen dienten hierbei dann als metaphorischer Zugang in die Welt der Toten. Unterstützt wird diese Annahme durch die Stele 1. Diese ist wie bereits beschrieben beim Aufstellen umgestürzt. Der Türring der sich auf der Oberseite befindlichen Scheintür wurde daraufhin abgeschlagen, um die Tür für die Verstorbenen unbrauchbar zu machen. Man wollte sozusagen verhindern, dass die Toten den umgestürzten und damit unbrauchbaren Scheinpalast betreten. Der Patinierung nach zu urteilen passierte das Abschlagen des Türgriffes bereits in der Antike.
Einige Basisplatten, wie die der Stele 4, sind besonders verziert und haben Opfermulden und Abflussrinnen. Die Platten wurden also für ein Trankopfer genutzt, die den Toten geweiht waren. Die Stockwerkstelen haben an ihren Abschlüssen Nischen, die vermutlich für Metallplaketten gedacht waren. Was für Symbole die Plaketten trugen ist bis auf bei einer gefundenen Plakette nicht bekannt. Die Deutsche Aksum Expedition vermutete heidnische Symbole wie das z. B. Mondsymbol, allerdings zeigt die gefundene Plakette etwas anderes. Zu erkennen ist das Gesicht einer Person. Was für andere Symbole die Stelen krönten, bleibt weiterhin ein Rätsel.

### Bedeutung nach der Konversion zum Christentum
Das Königreich Aksum konvertierte im 4. Jh. zum Christentum. Die Konversion hatte nicht vom Volk ihren Ausgang, sondern vom König. Die Bearbeitung und Aufrichtung der Stelen lässt sich ebenso mithilfe der C14-Datierung ins 4. Jh. einordnen. Somit könnte ein Zusammenhang zwischen dem Sturz der Riesenstele und der Konversion zum Christentum bestehen. Es ist denkbar, dass König Ezena die umgestürzte Stele der alten Religion verworfen hat und damit ein schlechtes Omen in dem Sturz argumentierte; sozusagen ein Versagen der alten Götter und ein göttliches Zeichen, christliche Bauten zu errichten und den alten Glauben zu verwerfen. Dass die Riesenstele die jüngste Stele von Aksum ist, unterstützt diese Vermutung nur.

### Symbolische Bedeutung heute
Heutzutage repräsentieren die Stelen die antiken Wurzeln äthiopischer Zivilisationen und werden als Austragungsort religiöser Feste, wie z. B. das „Festival of Saint Mary of Zion“ genutzt.

## Aufrichtung und Sturz der Stelen

### Bearbeitung und Herstellung der Stelen

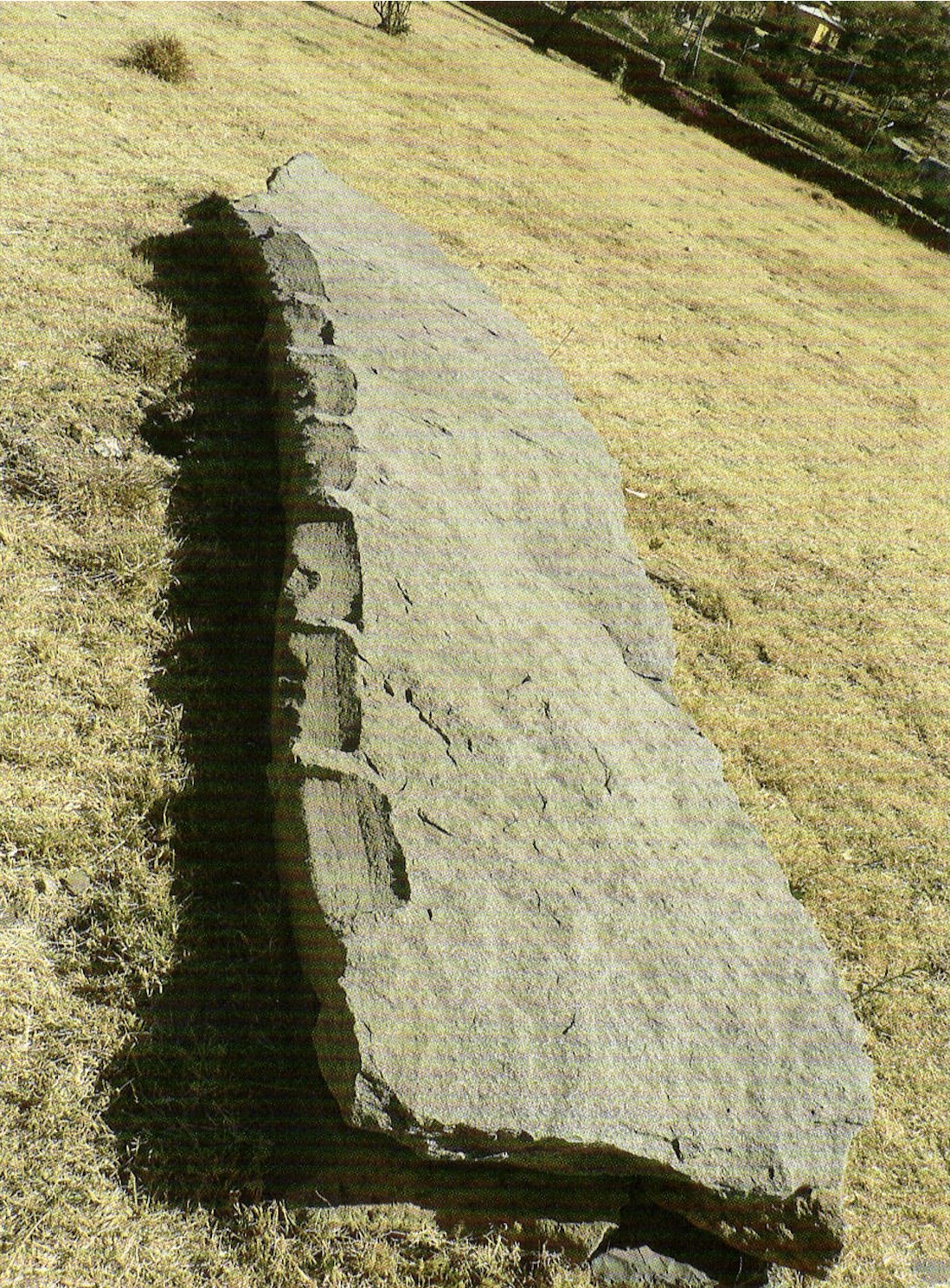
Stele 34 mit Bearbeitungsspuren

Es war ein langer Prozess, der von den einfachsten Stelen bis zu den monumentalsten Stockwerkstelen führte. Stele 34 ist hierfür bedeutend, da sie als Erste Bearbeitungsspuren von Verzierungen aufweist. Die Stele ist noch sehr simpel gestaltet, zeigt aber schon Ansätze von Stockwerken und Affenköpfen. Die Steine nahmen also an Größe und Aufwand im Laufe der Zeit zu. Die aus Granit bestehenden Monolithen stammen aus dem Steinbruch Gobedra. Dieser befindet sich vier Kilometer westlich von Aksum. Die rohen Stelen wurden in dem Steinbruch vermutlich mithilfe von Metallkeilen rausgeschlagen. Einige der einfachen Stelen haben noch Spuren der Keile. Nach dem Rausbrechen wurden die Steine mithilfe von untergelegten Hölzern und Rampen nach Aksum geschafft. Dies erfolgte nicht über den kürzesten Weg, sondern über den Weg mit der geringsten Steigung.
Unbearbeitet wurden die Stelen also nach Aksum gebracht, um sie dort vor der Aufstellung zu bearbeiten. Man ist sich sicher, dass die Stelen noch im Liegen bearbeitet wurden, da Stele 1 beim Aufstellen gestürzt ist und nicht nach dem Sturz verziert wurde, sondern vorher. Auch Stele 5 hilft bei dieser Erkenntnis. Die bereits geschilderten Umarbeitungen am Sockel der Stele können nicht im aufgestellten Zustand passiert sein. Bei den auf allen vier Seiten verzierten Stelen stellte dies natürlich eine Herausforderung dar, da sie zum Bearbeiten der Unterseite gekippt werden mussten, um die Unterseite verzieren zu können.

### Aufstellung der Stelen

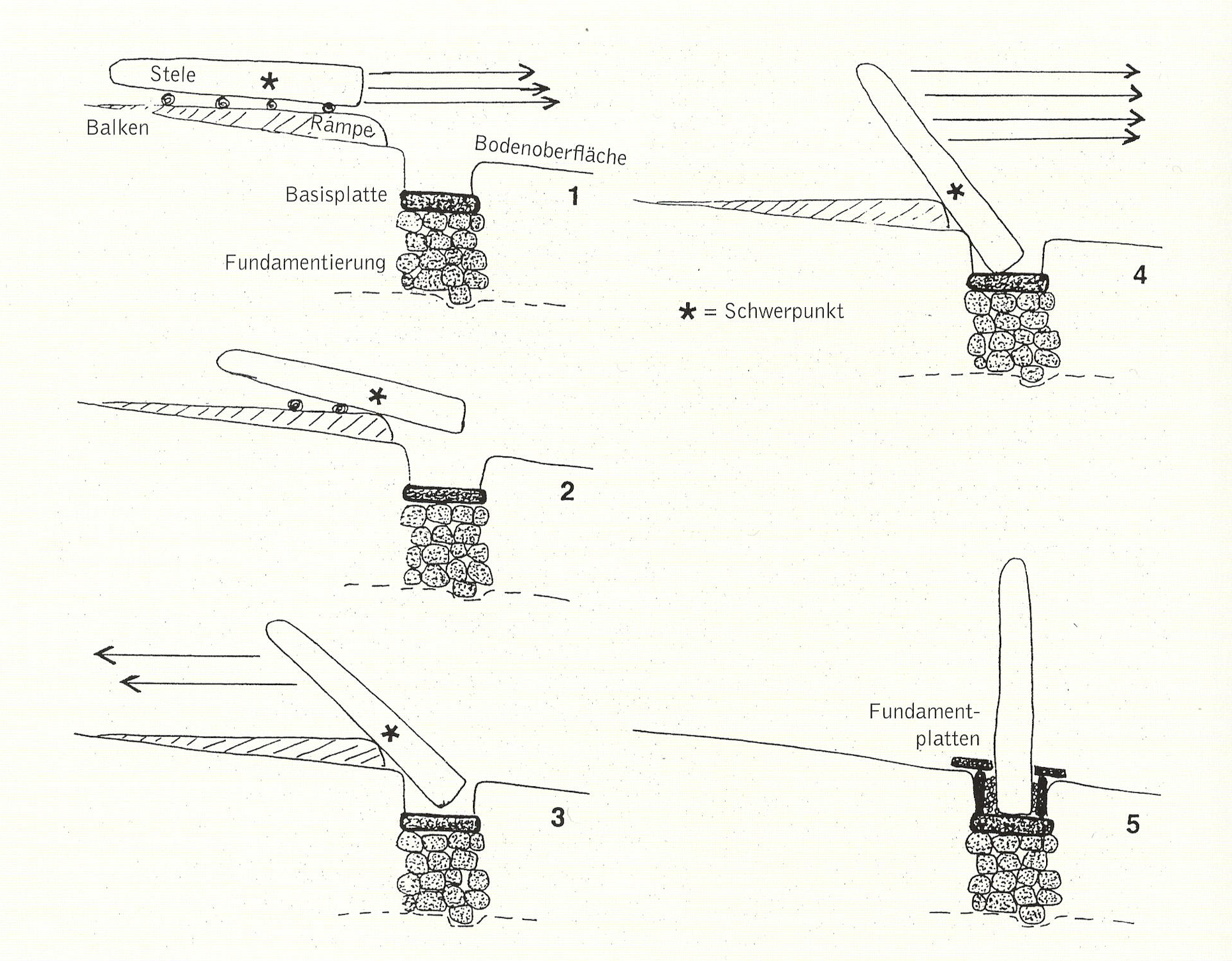
Wahrscheinliche Vorgehensweise zur Aufrichtung der Stelen

Das Aufstellen der Stelen stellte die größte Herausforderung dar. Mit einem nicht sehr tiefen Sockel und einer dafür beachtlichen Höhe mussten die Stelen gut gesichert im Fundament stehen. Das war, wie Stele 1 als Beispiel zeigt, nicht immer erfolgreich. Die Stelen wurden auf Hölzern an ihren geplanten Standpunkt gerollt, wo sich eine vorbereitete Grube befand. In dieser Grube lag eine fundamentierte Steinplatte bereit, welche die Gründung  für die Stele bilden sollte. An ihrem Aufstellungsort angekommen, wurden die Stelen vermutlich in die Grube gekippt und dann mit Zugseilen aufgestellt. Sobald der Monolith aufrecht stand, wurde die Grube mit zwei weiteren seitlichen Steinplatten befestigt. Zudem wurden die Zwischenräume mit kleineren Steinen aufgefüllt, um eine sichere Befestigung zu gewährleisten. Zuletzt wurden auf die nun aufgefüllte Grube und um die Stele herum die Basisplatten mit ihren Opfermulden und Verzierungen gelegt. Diese hatten einen symbolischen und kulturellen Nutzen, dienten aber auch als zusätzlicher Halt.

### Sturz der Stelen
Es gibt mehrere Hypothesen zu der Frage, wie die Stelen gestürzt sind. In historischen Erzählungen wird davon berichtet, wie die Stelen beabsichtigt gestürzt wurden oder sie durch Kanonenfeuer zerstört wurden und gefallen sind. Neben diesen beiden Vermutungen gibt es noch die Hypothese, dass die Stelen durch natürliche Ursachen fielen wie Erosion oder Erdbeben.

#### Stürzen der Stelen durch Kanonenfeuer
Die Vermutung, dass die Stelen durch Kanonenfeuer gestürzt wurden, beruht auf die Geschichte über einen türkischen Eroberer namens Imam Ahmed ibn Ibrahim. Ibrahim befahl den Erzählungen nach, im Jahr 1526 die Stelen mit seinen Kanonen zu stürzen.
Diese Vorstellung lässt sich allerdings recht einfach widerlegen. Die Stele 2 wurde während des Zweiten Weltkriegs in Rom von zwei 88 mm großen Panzerpatronen beschossen. Die Stele wurde leicht über der zum Circus Maximus orientierten Scheintür getroffen. Sie trug dabei nur geringen Schaden davon. An den Einschlagstellen entstanden Abplatzungen, die einen 20 cm Durchmesser und eine Tiefe von 8–10 cm hatten. Gestürzt ist der Monolith davon aber noch lange nicht. Kanonenkugeln aus dem 16. Jh. können die großen Stelen also nicht umgestürzt haben und hätten vielmehr ebenfalls Abplatzungen hinterlassen. Bei den kleineren Stelen lässt sich ein Beschuss jedoch nicht ausschließen.

#### Stürzen der Stelen durch absichtliches Niederlegen
Anderen Erzählungen nach wurden die Stelen von der Königin Gudit im 10. Jh. umgestürzt, nachdem sie Aksum eroberte. Sie wollte die Stelen angeblich stürzen, weil sie als Symbol für eine andere Religion standen.
1994 fand Phillipson sogar heraus, dass Stele 2 wohl untergraben und so zu Fall gebracht wurde. Auch die eine Hälfte der Basisplatte fehlt von diesem Monolith. Ob andere Stelen auch bewusst gefällt wurden, lässt sich nicht genau sagen.

#### Stürzen der Stelen durch Erdbeben und Erosion

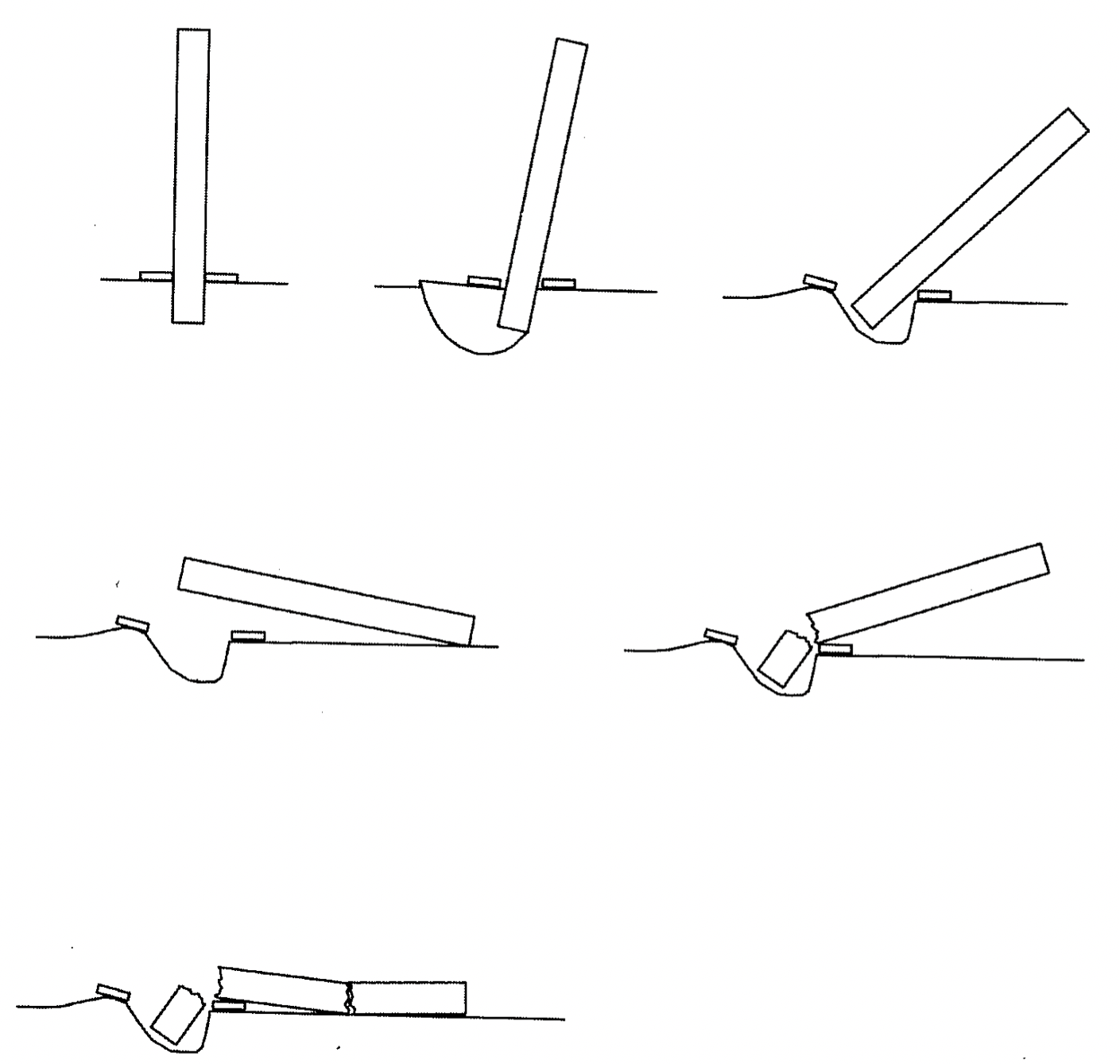
Mögliches Brechen der Stelen

Sehr viel wahrscheinlicher ist allerdings die letzte Hypothese. Dadurch, dass die Stelen im Verhältnis zu ihrer Länge ein sehr kurzes Fundament besitzen und der Boden auch nachgegeben haben könnte, ist es durchaus möglich, dass die Stelen durch ein Erdbeben gefallen sind. Hierzu wäre ein nicht allzu starkes Erdbeben notwendig, welches in dieser Region nicht auszuschließen ist. Gleichzeitig wirft diese Erkenntnis eine weitere Frage auf: Die umgestürzten Stelen sind an ihrer Basis gebrochen. An dieser Stelle hat eine Stele ihren größten Querschnitt und ist dort somit auch am stabilsten. Ein Erdbeben müsste eine enorme Stärke haben um die massiven Granitmonolithen zu brechen. Eine mögliche Antwort für diese Frage ist folgende: Während eines Erdbebens wirkt sowohl eine Translationskraft als auch eine Rotationskraft auf die Stele. Dies kann zur Folge haben, dass die Stele sich aus dem Fundament löst und mit dem Abschluss zuerst auf den Boden trifft. Dabei prallt die Stele vom Boden ab, fällt erneut auf den Gründung die untere Hälfte der Stele stößt beim Fallen mit der Fundamentplatte zusammen und zerbricht dabei. Somit wäre also der Sturz als auch der Bruch an der Basis der Stelen geklärt.
Erdbeben und das Nachlassen des Bodens sind also mit großer Wahrscheinlichkeit die Hauptursache für das Stürzen der Stelen von Aksum.